# 陶尔瑙厄尔什
陶尔瑙厄尔什，是匈牙利赫维什州所辖的一个村。总面积30.28平方公里，总人口1826，人口密度60.3人/平方公里（2011年1月1日）。